# Kröllendorf (Herrschaft)
Die Herrschaft Kröllendorf war eine Grundherrschaft im Viertel ober dem Wienerwald im Erzherzogtum Österreich unter der Enns, dem heutigen Niederösterreich.

## Ausdehnung
Die Herrschaft mit dem Gut Schlickenreith umfasste zuletzt die Ortsobrigkeit über Kröllendorf und Wollmersdorf. Der Sitz der Verwaltung befand sich im Schloss Kröllendorf.

## Geschichte
Letzter Inhaber der Allodialherrschaft war Johann Nepomuk Freiherr von Stiebar (1791–?), bis diese im Zuge der Reformen 1848/1849 aufgelöst wurde.